# 超少年密碼
『超少年密碼』（簡体字: 超少年密码、繁体字: 超少年密碼、拼音: chāo shào nián mì mǎ、英語: Finding Soul）は、2016年中国動画配信サービスLETVに放送されたサイファイドラマ。撮影が2016年3月から4月まで廈門市に行われた。主演はアイドルグループのTFBOYS。日本未公開。

## あらすじ
高校生夏常安、隋玉と諶浩軒は、学校に派遣されるチューリングテストを超えるAIが起こす事件に巻き込まれる。三人は謎だらけの日々の中、友情と家族の真実を見つけいく。

## 登場人物

### 主人公
夏常安（シァ・チャンアン） / SOUL 001
演 - 王俊凱
アメリカから育賢中学に転校する帰国子女。実は本物の夏常安に瓜二つのAIヒューマノイド。両親が車で道路に飛び出したAIヒューマノイド・SOUL 002にぶつかって入院してから、AI管理局の特派員・張にAIの存在を知らされる。SOUL 002を見つける途中に自分もAIだということに気付く。
隋玉（スェイ・ユー）
演 - 王源
育賢中学の学生。アイスクリームが大好物。天真爛漫で明るい子。人と衝突するのが嫌い。病気が原因で登校が遅くなり、クラスで一番可愛い子に心配されてから、ヤンキーの生徒たちにいじめされる。
諶浩軒（チェン・ハオシュェン）
演 - 易烊千璽
育賢中学に入学する学生。IQが非常に高い優等生。数学の天才。クールで常にポーカーフェイスを見せる。反抗期で親と距離を取っている。ヒューマノイドの249より動きが早いぐらいダンスが上手。

### 夏家
夏常安（シァ・チャンアン）
演 - 王俊凱
故人。夏煦と袁何晴夫妻の本物の息子。交通事故によって他界へ。彼が死んでから両親がSOUL 001に同じ名前を付け、息子の身代わりにさせる。
夏煦（シァ・シュ）
演 - ケニー・ビー
夏常安の父。科学者。交通事故によって入院する。
袁何晴（ユェン・フェ゛ァチン）
演 - 張恒
夏常安の母。科学者。交通事故によって入院する。

### 隋家
許儀（シュ・イー）
演 - 姜宏波
隋玉の母。元RE会社社員。息子への関心が高い。
隋涵光（スェイ・ハングゥァン）
演 - 李銳
隋玉の父。科学者。元RE会社社員。息子に瓜二つのAI・SOUL 002の発明者。

### 諶家
諶銘（チェン・ミン）
演 - 汪俊
諶浩軒の父。科学者。
原菲（・フェイ）
演 - 左小青
諶銘の後妻で諶浩軒の継母。科学者。

### AIヒューマノイド
SOUL 001
演 - 王俊凱
ブルーアイAIヒューマノイド。
SOUL 002
演 - 王源
隋涵光が自分の息子・隋玉をモチーフした新型ブルーアイAIヒューマノイド。スレッショルド・レベル全体マックスにされている超能力AI。思考のスピードはたった一秒。屋根を走られ塀を乗り越えられる。目覚めしてからすぐ自分とSOUL 001のデータを盗み、ラボから逃げ出す。夏煦と袁何晴夫妻にバッテリーの問題について聞くようにしたが、交通事故を起こしてしまう。
249
演 - 丁程鑫
付き添いロボット。レッドアイAIヒューマノイド。

### 育賢中学
丁瑋（ディン・ウェイ）
演 - 符濤
夏常安たちの同級生。
張立群（ヂャン・リーチュン）
演 - 黄其淋
夏常安たちの同級生。両親は夏常安の両親の知り合い。夏常安からAIの情報集めよう頼まれる。
鄭坤（ヂォン・クン）
演 - 郭月
夏常安たちの先生。担当科目は数学。

### RE会社および関係者
RE会社の管理者
演 - 劉暁虎
江麗萍（ジィァン・リーピン）
演 - 童彤
RE会社のクライアント。249に「ママ」と呼ばせる。

### AI管理局
藍康（ラン・カン）
演 - 王祖藍
AI管理局特派員。
張さん（ヂャン）
演 - 陳希聖
AI管理局特派員。

## 主題歌

### テーマ曲
「未来の進撃 未來的進擊」
作詞は王雅君、作曲は胡臻、歌はTFBOYS。

### 劇中歌
「信仰の名 信仰之名」
作詞は冷子夕、作曲は冷子夕 & 大野元毅、歌はTFBOYS。
「観覧車の思い 摩天輪的思念」
作詞・作曲は阿火、歌は王俊凱。
「YOUNG」
作詞は李瑜哲、作曲は顔小健、歌はTFBOYS。

## スタッフ
- 監督 - 鄭芬芬
- 副監督 - 姜淑娥
- 脚本 - 鄭芬芬
- 撮影協力 - 福建廈門英才学校、廈門大学、廈門誠毅科技探索中心
- チーフプロデューサー - 焦雄屏
- プロデューサー -
- 製作 - TFエンターテインメント、鼎炫（北京）影視伝媒、上海時創影視